# Trekroner

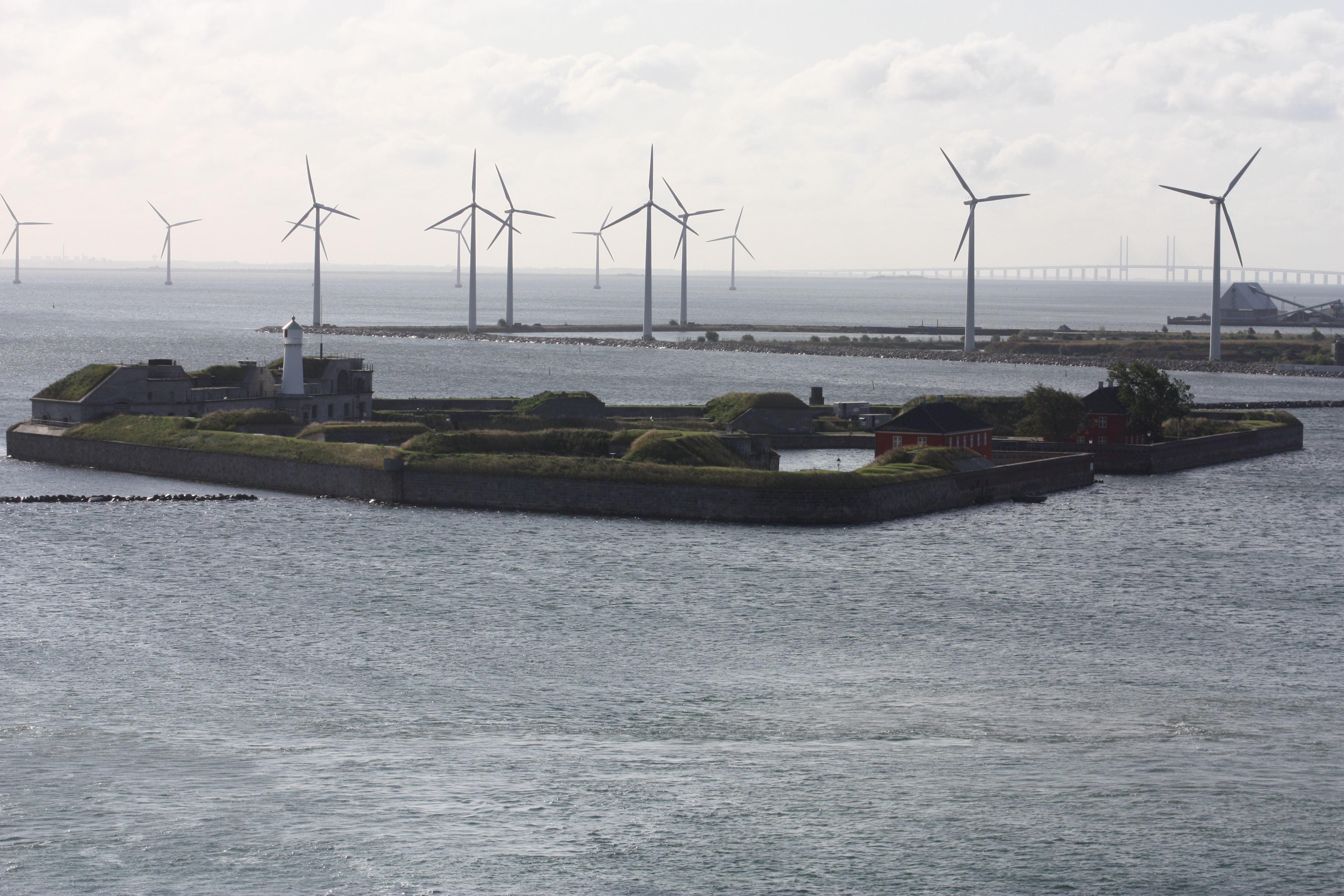
Trekroner

Trekroner est le nom d'une forteresse maritime à l'entrée du port de Copenhague au nord de la capitale danoise. Il est notamment connu pour avoir été l'un des hauts-lieux de la Bataille de Copenhague de 1801 et de l'attaque britannique de 1807.
Une première île artificielle a été formée à cet emplacement en 1713 par le sabordage de dix vaisseaux de ligne, dont le Tre Kroner (Trois Couronnes) qui a donné son nom à la forteresse. Une construction plus durable a débuté en 1787. Après les lourdes batailles de 1801 et 1807, la forteresse est renforcée entre 1818 et 1828 puis en 1860. À la suite de la Première Guerre mondiale, la vocation militaire de l'édifice disparaît presque totalement.
En 1934, le fort est vendu aux services du port de Copenhague. Le fort sera utilisé par l'occupant nazi pendant la Seconde Guerre mondiale.
Depuis 1984, la forteresse est accessible gratuitement au public par voie maritime. Un café-restaurant y est ouvert d’avril à septembre. Le parc éolien en mer de Middelgrunden dans l'Øresund est situé juste derrière le fort.